# إصلاح بالبخار

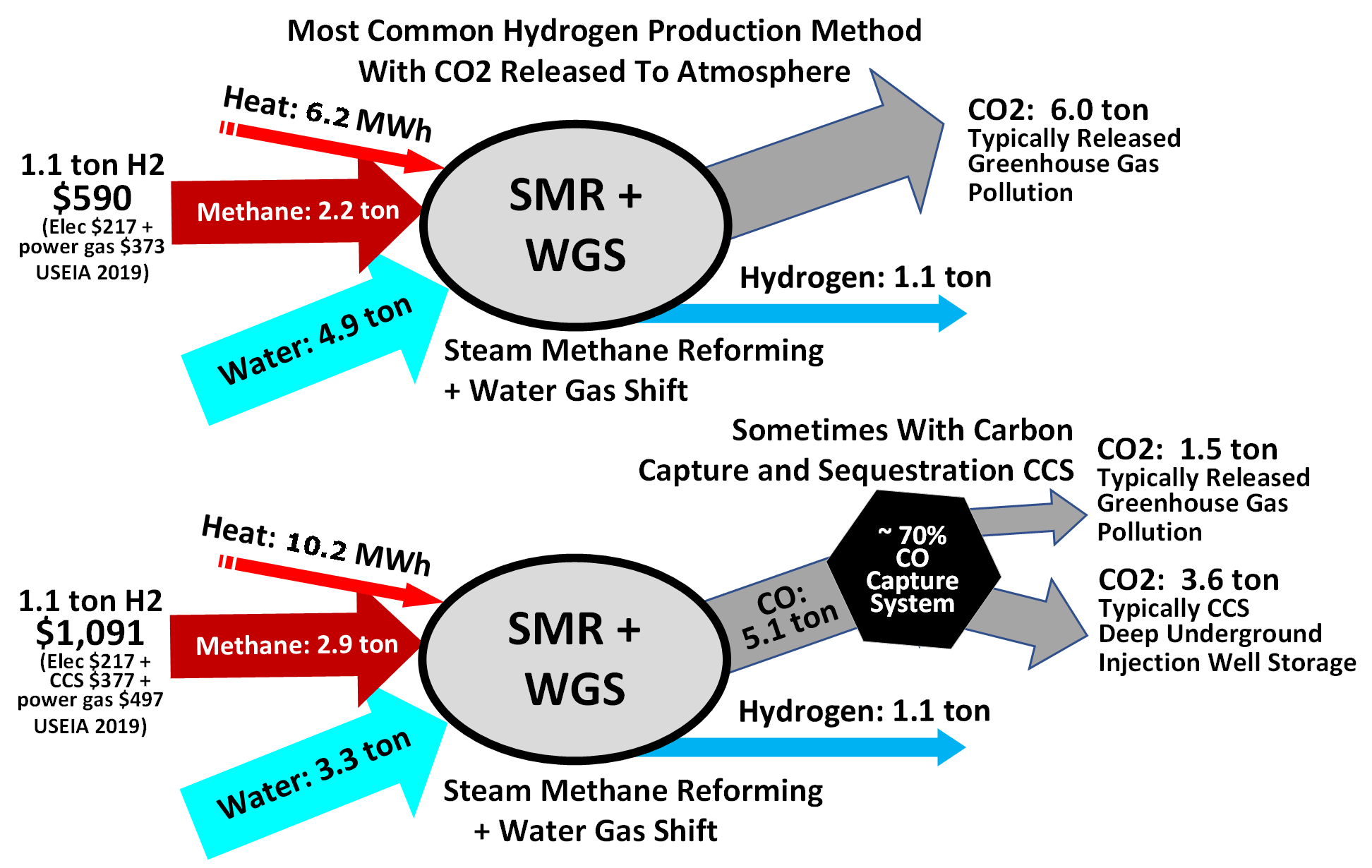
مخطط يوضح العملية

إصلاح البخار (أحياناً تدعى بإصلاح الوقود الحفوري) عبارة عن عملية كيميائية من أجل إنتاج غاز الاصطناع، وهو مزيج من غازي الهيدروجين وأحادي أكسيد الكربون، وذلك من الهيدروكربونات الطبيعية الموجودة في الوقود الأحفوري مثل الغاز الطبيعي.
إن أول من استعمل طريقة إصلاح البخار هي شركة BASF عام 1923 وذلك عندما لتحضير الميثانول.

## المبدأ
عند درجات حرارة تتراوح بين 700-1100°س بوجود حفاز فلزي مثل النيكل يمرر بخار الماء H2O على الهيدركربون الغازي مثل الميثان فينتج غاز الاصطناع المؤلف من الهيدروجين وأحادي أكسيد الكربون حسب التفاعل:
CH4 + H2O ⇌ CO + 3H2
تتولّد كميات إضافية من الهيدروجين وذلك نتيجة تفاعل انزياح ماء-غاز حسب التفاعل:
CO + H2O ⇌ CO2 + H2
إن التفاعل الأول هو تفاعل ماص للحرارة، في حين أن التفاعل الثاني ناشر للحرارة.

## الاستعمالات
يستعمل الهيدروجين الناتج عن العملية كمادة أولية لخلايا الوقود. حيث أن وحدات إصلاح البخار الصغيرة هي الآن من مواضيع البحث والتطوير، خاصة من أجل إصلاح الميثانول أو الغاز الطبيعي.